# Everettia
Everettia is een geslacht van weekdieren uit de  familie van de Dyakiidae.